# Saitual
Saitual es un pueblo  situado en el distrito de Aizawl,  en el estado de Mizoram (India). Su población es de 11619 habitantes (2011).

## Demografía
Según el censo de 2011 la población de Saitual era de 11619 habitantes, de los cuales 5727 eran hombres y 5892 eran mujeres. Darlawn tiene una tasa media de alfabetización del 97,35%, superior a la media estatal del 91,33%: la alfabetización masculina es del 97,37%, y la alfabetización femenina del 97,33%.